# 마쓰다이라 다다아키라 (1691년)
마쓰다이라 다다아키라(일본어: 松平忠暁, 1691년 ~ 1736년 3월 25일)는 고오리번의 2대 번주이다. 관위는 종5위하, 겐바노카미(玄蕃頭)이다.
고오리번 초대 번주 마쓰다이라 다다나오의 동생 가라쓰번주 마쓰다이라 노리하루의 다섯 번째 아들로 태어났다. 1712년, 다다나오의 양자가 되었고, 1719년, 다다나오가 은거하면서 번주직을 계승했다. 1724년, 소샤반(奏者番)이 되었고, 1732년에는 사사봉행(寺社奉行)이 되는 등, 교호 개혁 시기의 막부 정치에 참여하였다. 1736년, 46세의 나이로 사망하였고, 맏아들 다다유키가 일찍 사망하였으므로 둘째 아들 다다쓰네가 뒤를 이었다.